# بي. جاي ريان
بي. جاي ريان (بالإنجليزية: B. J. Ryan)‏ هو لاعب كرة قاعدة أمريكي، ولد في 28 ديسمبر 1975 في بوسير سيتي في الولايات المتحدة.

## وصلات خارجية
- بي. جاي ريان على موقع دوري كرة القاعدة الرئيسي (الإنجليزية)
- بي. جاي ريان على موقعبيزبول رفرنس.كوم (الدوري الرئيسي) (الإنجليزية)
- بي. جاي ريان على موقع إي إس بي إن.كوم (أم.أل.بي) (الإنجليزية)
- بي. جاي ريان على موقع مشجعي الرسوم البيانية (الإنجليزية)